# Juan José Oroz
Oroz  Ugalde est un nom espagnol. Le premier nom de famille, en général paternel, est Oroz ; le second, en général maternel, souvent omis, est Ugalde.
Juan José Oroz Ugalde, né le 11 juillet 1980 à Pampelune, est un coureur cycliste espagnol. Il est actuellement directeur sportif de l'équipe Kern pharma qui était autrefois celle de la Lizarte.

## Biographie
Juan José Oroz commence sa carrière professionnelle en 2006 dans l'équipe Kaiku. Celle-ci disparaît en fin de saison. Oroz rejoint au début de la saison 2007 la formation basque Orbea, puis en mai l'équipe ProTour Euskaltel-Euskadi, qui a une place de libre dans son effectif après le retrait de Roberto Laiseka.
Il est l'un des seuls Euskaltel-Euskadi à finir Paris-Roubaix 2008. Au cours de cette même saison, il participe au Tour de France. Durant la 12e étape entre Lavelanet et Narbonne, il s'échappe en compagnie d'Arnaud Gérard et de Samuel Dumoulin. L'échappée est reprise avant l'arrivée.
L'année suivante, il frôle la victoire à Antequera lors du Tour d'Andalousie où il termine second de l'étape et sixième du général. Peu de temps après, il finit septième du Critérium international.
En 2010, il n'obtient pas de grands résultats mis à part la huitième place du Grand Prix Miguel Indurain et la onzième place du Tirreno-Adriatico.
De 2011 à 2013, il n'obtient pas de résultats notables, mais la formation Euskaltel-Euskadi disparaît à la fin de cette année-là.
En compagnie de Pablo Urtasun, il rejoint l'équipe chilienne PinoRoad, mais l'équipe cesse son activité au mois de mars. Oroz, signe finalement un contrat au mois d'avril chez les Espagnols de Burgos-BH. Deux mois plus tard, après neuf saisons chez les professionnels, il lève les bras, pour la première fois de sa carrière, lors de la troisième étape du Tour de Corée, où il règle au sprint un groupe de trois coureurs, endossant dans le même coup le maillot de leader de l'épreuve. Il met un terme à sa carrière à la fin de l'année 2014.

## Palmarès

### Palmarès amateur
- 2002
  - 4e étape du Tour de Salamanque
- 2003
  - Mémorial José María Anza
- 2005
  - Bayonne-Pampelune
  - 2e du Mémorial Cirilo Zunzarren
  - 2e de la Prueba Alsasua
  - 3e du San Gregorio Saria

### Palmarès professionnel
- 2014
  - 3e étape du Tour de Corée

## Résultats sur les grands tours

### Tour de France
4 participations
- 2008 : 103e
- 2009 : 107e
- 2010 : non-partant (7e étape)
- 2013 : 78e

### Tour d'Italie
2 participations
- 2011 : abandon (15e étape)
- 2012 : 51e

### Tour d'Espagne
4 participations
- 2010 : 56e
- 2011 : 50e
- 2012 : 50e
- 2013 : 46e

## Classements mondiaux
| Année           | 2005   | 2006 | 2007 | 2008 | 2009 | 2010 | 2011 | 2012 | 2013 | 2014 |
| --------------- | ------ | ---- | ---- | ---- | ---- | ---- | ---- | ---- | ---- | ---- |
| UCI Asia Tour   |        |      |      |      |      |      |      |      |      | 37e  |
| UCI Europe Tour | 1 282e |      |      |      |      |      |      |      |      |      |